# روبرت گونرا
روبرت گونِرا (انگلیسی: Robert Gonera؛ زادهٔ ۱ فوریهٔ ۱۹۶۹) بازیگر اهل لهستان است.
از فیلم‌ها یا سریال‌هایی که بازی کرده می‌توان به عشق بزرگ، آغاز بهار، فیلیپ، دستورالعمل زندگی، پاپ ژان پل دوم، تاج پادشاهان، چشمانت را باز کن، جهان به روایت خانواده کیپسکی، راز ساگال، اصل لذت، قانون حقیقی، پدر متیو، هتل ۵۲ و بلفر اشاره کرد.